# Kepler-1647 (AB)b
Kepler-1647 (AB)b è un pianeta extrasolare circumbinario che orbita attorno a Kepler-1647, una stella binaria situata nella costellazione del Cigno, distante 3700 anni luce dal sistema solare. Il pianeta è stato scoperto nel giugno 2016 con il metodo del transito, quando ha causato un piccolo oscuramento della stella primaria, e successivamente della secondaria. Il primo transito fu osservato nel 2012, tuttavia quel singolo evento non era sufficiente per poter confermare la presenza dell'esopianeta.

## Sistema stellare
Kepler-1647 è un sistema binario, le due stelle ruotano attorno al comune centro di massa in 11,26 giorni. La componente principale (Kepler-1647 A) è una stella un po' più calda e grande del Sole, avente una temperatura superficiale di 6210 K, un raggio 1,79 volte quello solare e una massa del 22% superiore a quella della nostra stella. La stella secondaria, Kepler-1647 B, è solo leggermente più piccola del Sole, ha una massa e un raggio che sono rispettivamente il 98% e il 97% di quelli del Sole, con una temperatura superficiale praticamente simile a quella della nostra stella (5770 K). L'età del sistema è stimata essere di 4,4 miliardi anni, poco meno dell'età del Sole.

## Caratteristiche
Il pianeta, delle dimensioni di Giove, ha un periodo orbitale di 1107 giorni, il più lungo tra quelli scoperti col metodo del transito nell'ambito della missione Kepler, ed è il pianeta circumbinario più massiccio conosciuto, con una massa 483 volte quella terrestre e del 50% maggiore di quella di Giove.

### Abitabilità
Kepler-1647 (AB)b si trova nella zona abitabile del sistema stellare. Essendo il pianeta un gigante gassoso, è improbabile che possa ospitare la vita, anche se ipotetiche grandi esolune orbitanti attorno ad esso potrebbero avere le caratteristiche adatte ad ospitare la vita. Tuttavia, le grandi lune non si formano generalmente per accrescimento nei pressi di un gigante gassoso, ma sarebbero probabilmente catturate in seguito dall'attrazione gravitazionale del pianeta gigante, se questi gli passasse vicino.